# Chasjaat
Chasjaat (mongoliska: Хашаат Сум, Хашаат) är ett distrikt i Mongoliet.   Det ligger i provinsen Archangaj, i den centrala delen av landet, 280 km väster om huvudstaden Ulaanbaatar.